# Экологическая информация
Экологическая информация — это сведения о лицах, предметах, фактах, событиях, явлениях и процессах, имеющих значение для охраны окружающей среды, обеспечения экологической безопасности, охраны здоровья граждан и так далее, независимо от формы их предоставления, освещение экологической ситуации в населенном пункте.
Сокрытие, умышленное искажение или несвоевременное сообщение экологической информации лицами, обязанными сообщать такую информацию, — влечет наложение административного штрафа
- на граждан в размере от пятисот до одной тысячи рублей;
- на должностных лиц - от трех тысяч до шести тысяч рублей;
- на юридических лиц - от двадцати тысяч до восьмидесяти тысяч рублей.

Экологическую информацию формируют многочисленные и разнообразные организации. Это законодательные, исполнительные органы власти РФ и аналогичные органы в субъектах федерации, которые издают различные нормативные акты, принимают планы и программы, службы соответствующих министерств и ведомств, которые ведут те или иные наблюдения за состоянием окружающей среды, здоровьем людей, а также за факторами воздействия на окружающую среду. Это многочисленные научно-исследовательские организации — институты, станции и пр. Кроме того, сбором и анализом экологической информации занимаются и проектировщики, поскольку, например, без знания характеристик геологической среды невозможно спроектировать прочное сооружение. Эта же информация оказывается и в распоряжении заказчиков проектной документации — государственных организаций или коммерческих компаний. Также сбором экологической информации и её распространением занимаются международные организации, координирующие деятельность по охране окружающей среды и общественные экологические организации.
Одним из важнейших понятий, связанных с экологической информацией, её получением, является экологический мониторинг .
В функции различных российских ведомств, определенные нормативными документами, входит целый ряд видов мониторинга: от мониторинга состояния и загрязнения окружающей среды до социально-гигиенического мониторинга.